# AMD Accelerated Processing Unit
Az AMD Fusion az ATI és az AMD közös, következő generációs mikroprocesszortervének kódneve, ami az általános processzorok feladatainak végrehajtását, illetve a háromdimenziós geometriai feldolgozást és a mai GPU-k egyéb funkcióit egyesíti. Ez a technológia várhatóan 2009 második felében debütál, az AMD legutóbbi mikroarchitektúrájának (K10) utódjaként.

## Előzetes információk
- Egy általános célú mago(ka)t és grafikus mago(ka)t egyesítő többmagos mikroprocesszor-architektúra, aminek grafikus és általános célú magjai különböző órajelekkel rendelkeznek.
- A négy platform a négy különböző használatra fókuszál:
  - általános célú
  - adatközpontú
  - grafikaközpontú
  - médiaközpontú
- A Fusion széria egy új, "M-SPACE" nevű moduláris tervezési módszert fog bemutatni, aminek köszönhetően a jövőbeli többmagos processzorok több kombinációs lehetőséggel rendelkeznek majd, valamint növeli a flexibilitást, amivel a különböző alkatrész-kombinációkhoz szükséges architekturális változtatások minimálisra csökkenthetők. Az AMD ezen kezdeményezésével a grafikus mag a teljes processzor nagyobb áttervezése nélkül változtatható.
- A Fusion termékek legalább 16 PCI Express(előreláthatólag 2.0-s verziójú) sávot fognak tartalmazni.
- UVD beépítése az MPEG2, VC-1 és H.264 formátumok teljes hardveres dekódolására.
- Az AMD a Fusion termékekben valószínűleg Z-RAM-ot fog használni a nagyobb méretű L3 gyorsítótár érdekében.
- A Fusion számára egy új utasításkészletet fejlesztenek, SSE5 néven, amit 2007. augusztus 30-án jelentettek be.
- Dave Orton szerint a Fusion 10%-kal több tűvel fog rendelkezni, mint a "normális CPU-k", de azt nem magyarázta el, hogy mit ért "normális CPU" alatt.
- Az FS1 foglalatot fogják használni a mobil processzorok, egy másik foglalatot az asztali, és egy harmadikat a szerverprocesszorok.
- Várhatóan 2009-ben érkezik és leváltja a laptopokban használt AMD Turion Ultra mobil processzorokat.

### Változatok
Két változatot jelentettek be az AMD-rendezvényeken.

#### Falcon
- Kódneve a Falcon család
- 2007 júliusában jelentették be
- GPU magok beépítése
- Célpiac:
  - A Bulldozer kódnevű processzorok az asztali szegmenst célozzák meg 10 és 100 W közötti TDP-vel
  - A Bobcat kódnevű alacsony fogyasztású (1 és 10 W közötti TDP) processzorok a kézi eszközöket (például UMPC) célozzák meg.

#### Swift
- A Stars kódnevű processzormagokra (K10 architektúra) épül a Bulldozer és Bobcat magok helyett, 45 nm-es gyártástechnológiával
- A laptopok piacát célozza meg.
- Natív CPU-lapka egy GPU maggal. FS1 foglalatot használ, két változata van:
  - White Swift: egy CPU-mag
  - Black Swift: két CPU-mag
- DDR3-támogatás
- Teljes DirectX-támogatással rendelkező GPU-mag(ok) beépítése:
  - UVD technológia a videók hardveres dekódolására
  - ATI Hybrid Graphics technológia: PowerXpress és Hybrid CrossFire X

### Teljesítménynövekedés
A Fusion elérkezésével teljesítménynövekedés várható. Amiatt, hogy a CPU és a GPU ugyanazon a lapkán lesznek, az információátvitel sebessége a CPU és a GPU, valamint a GPU memóriája között jelentősen megnő, mivel ebben a konfigurációban nincs szükség külső sínekre, mint a mai alaplapoknál.